# Lijst van burgemeesters van Den Helder
Dit is een lijst van burgemeesters van de Nederlandse gemeente Den Helder in de provincie Noord-Holland. Vóór 1825 werd de benaming schout gebruikt, zie hiervoor het artikel Lijst van schouten van Huisduinen en Helder.
| Ambtsperiode | Naam burgemeester                      | Partij of stroming | Bijzonderheden |
| ------------ | -------------------------------------- | ------------------ | -------------- |
| 1825 - 1850  | Jan in 't Velt                         |                    |                |
| 1850 - 1852  | Sebastiaan Hendrik Lette               |                    |                |
| 1853 - 1888  | Mr. Karel Johan Cornelis Stakman Bosse |                    |                |
| 1888 - 1895  | C.A. Beukenkamp                        |                    |                |
| 1896 - 1915  | A.J.J. van Steijn                      |                    |                |
| 1915 - 1928  | W. Houwing                             |                    |                |
| 1928 - 1935  | W.F.G.L. Driessen                      |                    |                |
| 1936 - 1943  | G. Ritmeester                          | VDB                |                |
| 1944 - 1945  | Engelbert Frinking                     | NSB                | waarnemend     |
| 1945 - 1950  | G. Ritmeester                          | VDB/VVD            |                |
| 1950 - 1967  | Mr. Gerrit Dirk Rehorst                | PvdA               |                |
| 1967 - 1973  | Ir. Sim (S.H.) Visser                  | VVD                |                |
| 1973 - 1980  | Mr. drs. Aldert (A.P.J.) van Bruggen   | VVD                |                |
| 1980 - 1984  | Drs. Hans (H.I.) de Haan               | VVD                |                |
| 1985 - 1994  | Drs. Jan (J.Ch.) Gmelich Meijling      | VVD                |                |
| 1995 - 2001  | Drs. Willem (W.K.) Hoekzema            | VVD                |                |
| 2001 - 2005  | Drs. Jeroen (J.M.) Staatsen            | VVD                |                |
| 2005 - 2007  | Mw. Mr. Geke (G.H.) Faber              | PvdA               | waarnemend     |
| 2007 - 2009  | Stefan (S.) Hulman MSc                 | VVD                |                |
| 2009 - 2010  | Ir. Kees (C.J.) Vriesman               | PvdA               | waarnemend     |
| 2010 - 2019  | Mr. Koen (K.F.) Schuiling              | VVD                |                |
| 2019 - 2021  | Jeroen (J.J.) Nobel                    | PvdA/partijloos    | waarnemend     |
| 2021 - heden | Jan (J.A.) de Boer MSc                 | D66                |                |